# Мародерство

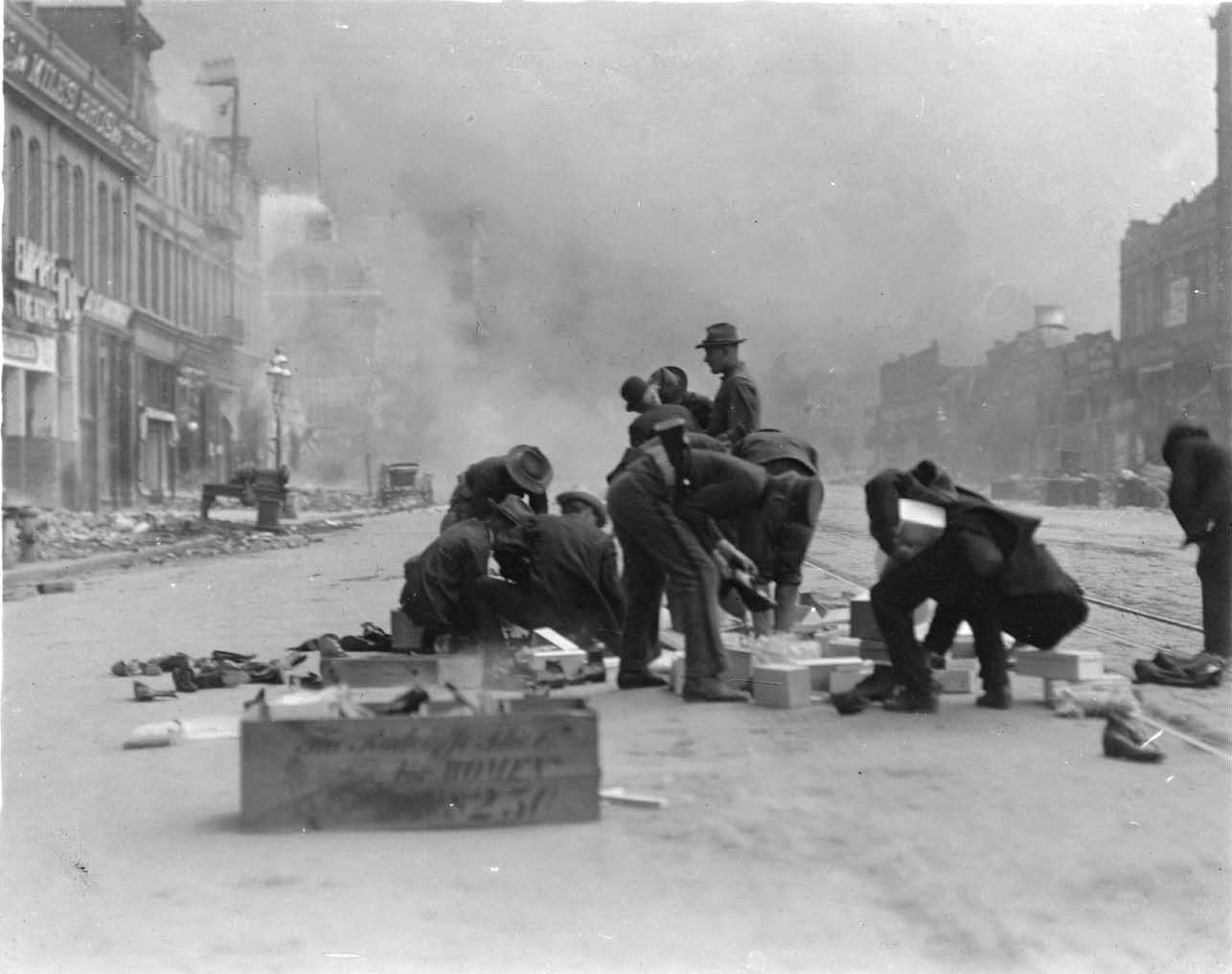
Солдати армії США грабують взуттєвий магазин під час пожежі, що виникла після землетрусу в 1906 році.

Мароде́рство (от фр. maraud «негідник» → фр. marauder «грабувати») —  це акт крадіжки або насильницького захоплення майна під час військової, політичної чи соціальної кризи, наприклад, війни, стихійного лиха або масових заворушень, коли закон і правоохоронні органи тимчасово не діють.
В українському законодавстві визначено статтею 432 Кримінального кодексу України від 05.04.2001 № 2341-III).
Предметом мародерства може бути тільки приватне майно (гроші, годинники тощо) вбитих чи поранених, незалежно від того, до якої армії вони належать. Зброя, боєприпаси, документи, що містять відомості військового характеру, інші речі, придатні для використання під час ведення військових дій, не є предметом цього злочину — це трофеї[уточнити: ком.].
Походження терміна відносять до епохи Тридцятирічної війни. Термін пов'язується із іменем одного з двох відомих командирів, які мали прізвище Мероде і брали участь у Тридцятирічній війні: із німцем, генералом графом Іоганном Мероде або шведом, полковником Вернером фон Мероде.
Під час сучасних збройних конфліктів мародерство заборонено міжнародним правом і є військовим злочином.

## Після катастроф

Графіті роботи Бенксі, що зображають мародерство

Під час стихійного лиха поліція та військові сили іноді не в змозі запобігти мародерству, коли вони перевантажені гуманітарними або бойовими завданнями, або їх неможливо викликати через пошкоджену інфраструктуру зв'язку. Особливо під час стихійних лих багато цивільних осіб можуть бути змушені брати те, що їм не належить, щоб вижити.  Як реагувати на це і де проходить межа між непотрібним «мародерством» і необхідним «прибиранням сміття» - часто є дилемою для урядів. В інших випадках мародерство може толеруватися або навіть заохочуватися урядами з політичних або інших причин, включаючи релігійні, соціальні або економічні.